# Break on Through (To the Other Side)
«Break on Through (To the Other Side)» es una canción interpretada por la banda de rock estadounidense The Doors y es la que abre en su álbum debut.
Fue el primer sencillo de la banda y tuvo un éxito discreto comparado con sus temas venideros, alcanzando la posición #126 en el Billboard Hot 100. 
Sin embargo, con el paso del tiempo, se convirtió en una de las canciones más emblemáticas y populares de la banda.

## Censura
Elektra censuró parte de la canción argumentando que el uso de la palabra «high», tiene una connotación en el mundo de las drogas. 
La versión del álbum original tiene la línea «She gets high» truncada, de modo que solo se escucha «She gets», y un soplido. 
Versiones en vivo y otros lanzamientos de la canción están sin censura, con la palabra «high» restaurada.

## Apariciones
- La canción fue usada para la banda sonora del juego Tony Hawk's Underground 2, ya que aparecía en la introducción del juego.
- También fue usada en la película Forrest Gump, en la escena en la que el protagonista juega al Ping-pong.
- Forma parte de la lista de canciones de Rock Band 3.
- Una nueva aparición en la película  Líbranos del Mal o su nombre original «Deliver Us from Evil».
- También apareció en el videojuego de carreras Burnout Revenge
- Al igual que apareció en la película Minions (2015)

## Posicionamiento
| Listas (1967)     | Posición |
| ----------------- | -------- |
| Billboard Hot 100 | 126      |

| Listas (1991)    | Posición |
| ---------------- | -------- |
| UK Singles Chart | 64       |